# しなやかに歌って
「しなやかに歌って-80年代に向って-」（しなやかにうたって はちじゅうねんだいにむかって）は、1979年（昭和54年）9月1日にリリースされた山口百恵の27枚目のシングルである。発売元はCBSソニー。

## 概要
冒頭の ”しなやかに歌って” から ”この歌を” までの歌詞部分はイントロ扱いという理由で、レコーディングの際に百恵は歌っておらず、百恵以外のバック・コーラス陣が歌唱していた。しかし、その後テレビ等の歌番組では百恵自身が冒頭部分も歌唱している。元々編曲は萩田光雄のバージョンも制作していたが、音楽プロデューサー・酒井政利らの強い要望により、最終的に川口真のアレンジの方が採用となった（回想記より抜粋）。
今作リリース後の10月20日に三浦友和との恋人宣言をし、翌年には引退・結婚した。また、当曲で1979年末の「第30回NHK紅白歌合戦」へ6年連続6回目の出場を果たしたが、これが百恵自身最後の紅白歌合戦への出演となった。
当初は引退後の1982年に発売されたベスト・アルバム『Again 百恵 あなたへの子守唄』に収録されている、「あなたへの子守唄」（改題前は「しなやかに愛して」）がシングル発表の予定だったが、結果百恵本人の希望も有って今作をリリースした。
2004年にサーカスが、トリビュート・アルバム『山口百恵トリビュート Thank You For…』でカバーした。翌2005年、カネボウ化粧品「ラファイエ」のCMソングとしてオンエアーされた。

## 収録曲
| 全作詞: 阿木燿子、全作曲: 宇崎竜童。 |                                      |           |            |          |      |
| #                                    | タイトル                             | 作詞      | 作曲・編曲 | 編曲     | 時間 |
| 1.                                   | 「しなやかに歌って-80年代に向って-」 | 阿木燿子  | 宇崎竜童   | 川口真   | 4:48 |
| 2.                                   | 「娘たち」                           | 阿木燿子  | 宇崎竜童   | 萩田光雄 | 4:56 |
| 合計時間:                            | 合計時間:                            | 合計時間: | 9:44       |          |      |

## 品番
- 1979年（昭和54年）9月1日 - EP: 06SH 579（シングル）
- 1989年（平成元年）3月21日 - 8cmCD: 10EH 3186（「Platinum Single SERIES」 片面: 愛染橋）
- 2004年（平成16年）7月22日 - 8cmCD: MHCL 10048（オリジナル・カラオケ、「春告鳥」 初回紙ジャケ仕様盤）

## 関連作品
しなやかに歌って-80年代に向って-
- 春告鳥
- 33 SINGLES MOMOE
- 百恵復活
- 山口百惠ベスト・コレクション〜横須賀ストーリー〜
- 百惠辞典
- ベスト・セレクション Vol.2
- GOLDEN☆BEST 山口百恵 PLAYBACK MOMOE part2
- MOMOE PREMIUM
- 山口百恵ベスト・コレクション VOL.2
- Complete MOMOE PREMIUM
- コンプリート百恵伝説
- GOLDEN☆BEST 山口百恵 コンプリート・シングルコレクション

しなやかに歌って-80年代に向って- （ライブ音源）
- 山口百恵リサイタル -愛が詩にかわる時-
- MOMOE LIVE PREMIUM

しなやかに歌って （ニューアレンジ＆ボーカル別テイク）
- 歌い継がれてゆく歌のように -百恵回帰II-
- コンプリート百恵回帰

娘たち
- 春告鳥
- 百惠辞典
- MOMOE PREMIUM
- Complete MOMOE PREMIUM
- コンプリート百恵伝説

娘たち （ニューアレンジ＆ボーカル別テイク）
- 惜春 譜
- コンプリート百恵回帰

## 参考資料
- 川瀬泰雄『プレイバック 制作ディレクター回想記』学研マーケティング、2011年2月。ISBN 978-4054047259。